# Delturus
Delturus (Делтурус) — рід риб з підродини Delturinae родини Лорікарієві ряду сомоподібні. Має 4 види. Наукова назва походить від грецьких слів deltos, тобто «невеличка дошка», та oura — «хвіст».

## Опис
Загальна довжина представників цього роду коливається від 17,2 до 23,5 см. Голова і тулуб видовжені. Очі невеличкі, дещо опуклі, розташовані у верхній частині голови, з боків. Тулуб вкрито кістковими пластинами середнього розміру. Спинний плавець помірно довгий. Жировий плавець крихітний. Присутні постдорсальний хребет, що складається з середніх непарних пластин і мембрани жирового плавця. Грудні плавці широкі. Хвостова частина вкрита дрібними кістковими пластинками. Хвостовий плавець цільний, видовжений.
Забарвлення коливається від сірого до чорного з темними або світлими цяточками.

## Спосіб життя
Біологія вивчена не достатньо. Це демерсальні риби. Воліють до прісних водойм. Зустрічаються в головних руслах річок на скелястих і кам'янистих ґрунтах з дуже сильною течією. Активні вночі. Живляться дрібними безхребетними та водоростями.

## Розповсюдження
Мешкають у басейнах річок Парнаїба і Мукурі — у північно-східній та південно-східній Бразилії.

## Види
- Delturus angulicauda
- Delturus brevis
- Delturus carinotus
- Delturus parahybae